# Auguste Bertin de Veaux
Pour les articles homonymes, voir Bertin de Veaux, Bertin et Veaux.
Auguste Bertin de Veaux est un général et homme politique français né le 26 mai 1799 à Paris et mort le 3 septembre 1879 à Villepreux (Seine-et-Oise).

## Biographie
Fils de Louis François Bertin de Veaux, il est officier de cavalerie et officier d'ordonnance du duc d'Orléans. 
Il est député de Seine-et-Oise de 1837 à 1842, siégeant dans la majorité soutenant les ministères de la Monarchie de Juillet. Il est pair de France de 1845 à 1848. 
Il reprend sa carrière militaire en 1848, comme colonel, et devient général de brigade en 1852 et général de division en 1861.
Marié à Sophie Foucher, fille du notaire parisien Thomas Philippe Edme Foucher et de Sophie Gibert, il est le beau-père du ministre Alphonse de Rayneval.
De 1848 à sa mort, il est propriétaire du château de Villepreux.
Il est inhumé au cimetière du Père-Lachaise (49e division). La tombe porte la mention « Sépulture Bertin de Veaux ».

## Galerie

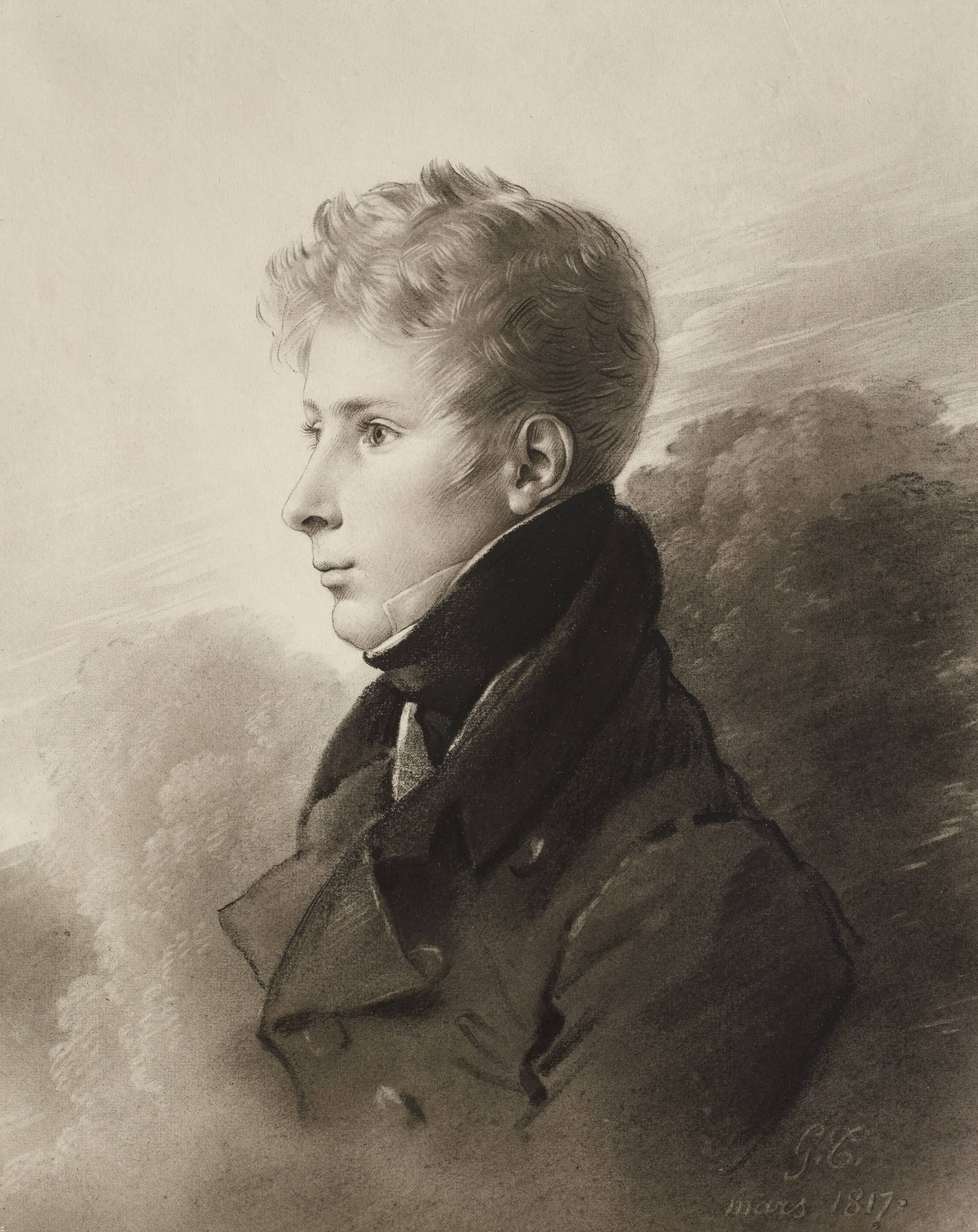
Auguste Bertin de Veaux à l'âge de 18 ans, mars 1817, par Anne-Louis Girodet.
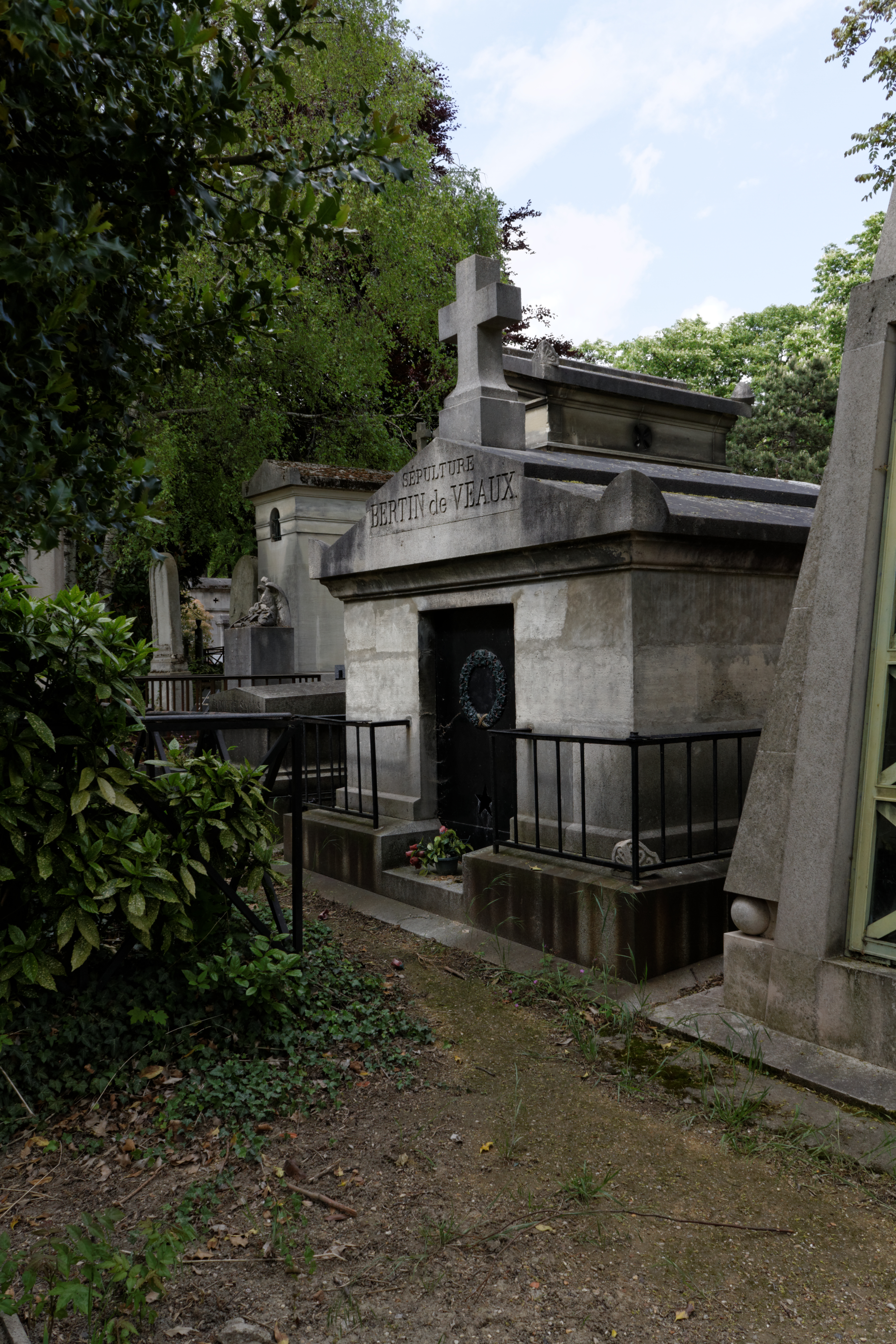
Tombe au cimetière du Père-Lachaise.

## Sources
- « Auguste Bertin de Veaux », dans Adolphe Robert et Gaston Cougny, Dictionnaire des parlementaires français, Edgar Bourloton, 1889-1891 [détail de l’édition]